# Хайбъри
Хайбъри (на английски: Highbury) е футболен стадион в Северен Лондон и дом на Футболен Клуб Арсенал в периода между 6 септември 1913 и 7 май 2006. Оригиналното име на стадиона е Арсенал Стейдиъм (на английски: Arsenal Stadium) въпреки че е познат на всички като Хайбъри заради мястото на което е построен.

## История
Построен през 1913 върху игрището на местна гимназия, а след това е бил реконструиран на два пъти. Първата реконструкция е извършена през 30-те години на 20 век когато е добавена източната и западната трибуни, а втората в края на 80-те и началото на 90-те години, когато терасите и в двата края биват премахнати и заместени като по този начин стадиона става с четири трибуни със седящи места. Това обаче довежда до намаляване на цялостния капацитет на стадиона и от там приходите от продадени билите, което кара Арсенал да започне изграждането на новия Емирейтс Стейдиъм намиращ се на непосредствена близост на който и се премества през 2006 година. Хайбъри се намира в процес на превръщане на жилищен комплекс, като голяма част от стадиона е разрушена, а източната и западната трибуни са част от новия проект.

## Употреба
Стадиона е ползван за мачове на националния отбор на Англия, полуфинални срещи от турнира ФА Къп също както и срещи по бокс, бейзбол и крикет. Заради него през 1932 година спирката на местното метро е променена на Арсенал като това се превръща в единствената спирка носеща името на футболен клуб.

## Крайна статистика

### Арсенал
Пълна статистика на изиграните мачове от Арсенал:
| Състезание     | М    | П    | Р   | З   | О    | П    | Победи % |
| -------------- | ---- | ---- | --- | --- | ---- | ---- | -------- |
| Първенство     | 1689 | 981  | 412 | 296 | 3372 | 1692 | 58%      |
| ФА Къп         | 142  | 92   | 32  | 18  | 305  | 123  | 65%      |
| Купа на Лигата | 98   | 69   | 14  | 15  | 195  | 74   | 70%      |
| Европа         | 76   | 50   | 17  | 9   | 153  | 60   | 66%      |
| Супер Купа     | 5    | 4    | 0   | 1   | 13   | 6    | 80%      |
| Общо           | 2010 | 1196 | 475 | 339 | 4038 | 1955 | 60%      |

### Англия
Статистика за националния отбор на Англия:
| Състезание                       | М  | П | Р | З | О  | П  | Победи % |
| -------------------------------- | -- | - | - | - | -- | -- | -------- |
| Световно първенство Квалификации | 1  | 1 | 0 | 0 | 4  | 1  | 100%     |
| Титла на Британия                | 1  | 0 | 0 | 1 | 1  | 2  | 0%       |
| Приятелски мачове                | 10 | 8 | 2 | 0 | 42 | 12 | 80%      |
| Общо                             | 12 | 9 | 2 | 1 | 47 | 15 | 75%      |

### Полуфинали за ФА Къп
Полу-финални срещи за турнира ФА Къп изиграни на Хайбъри. Отборите с удебелен шрифт спечелват трофея през съответната година.
| #  | Дата | Победител               | Резултат  | Загубил                   |
| -- | ---- | ----------------------- | --------- | ------------------------- |
| 1  | 1929 | Портсмут                | 1 – 0     | Астън Вила                |
| 2  | 1937 | Престън Норт Енд        | 4 – 1     | Уест Бромич Албиън        |
| 3  | 1939 | ФК Портсмут             | 2 – 1     | Хъдърсфийлд Таун          |
| 4  | 1949 | Лестър Сити             | 3 – 1     | Портсмут                  |
| 5  | 1958 | Манчестър Юнайтед       | 5 – 3     | Фулъм                     |
| 6  | 1978 | Ипсуич Таун             | 3 – 1     | Уест Бромич Албиън        |
| 7  | 1981 | Тотнъм Хотспър          | 3 – 0     | ФК Улвърхамптън Уондърърс |
| 8  | 1982 | Куинс Парк Рейнджърс    | 1 – 0     | Уест Бромич Албиън        |
| 9  | 1983 | Брайтън анд Хоув Албиън | 2 – 1     | Шефилд Уензди             |
| 10 | 1984 | ФК Евъртън              | 1 – 0 aet | Саутхямптън               |
| 11 | 1992 | Ливърпул                | 1 – 1     | ФК Портсмут               |
| 12 | 1997 | Челси                   | 3 – 0     | Уимбълдън                 |